# FA Cup 1897/98

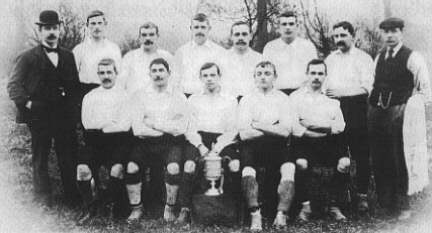
Die Siegermannschaft von Nottingham Forest (1898).

Der FA Cup 1897/98 war die 27. Austragung des The Football Association Challenge Cup (meist als FA Cup bekannt).
Der Pokalwettbewerb startete mit der Qualifikation zwischen dem 18. September 1897 und dem 15. Dezember 1897 sowie anschließend mit der ersten Hauptrunde ab dem 29. Januar 1898. Sie endete mit dem Finalspiel im Crystal Palace in London am 16. April 1898 vor einer Kulisse vor offiziell 62.017 Zuschauern. Sieger des Wettbewerbs wurde zum ersten Mal Nottingham Forest. Unterlegener Finalist war Derby County.

## Wettbewerb

### Erste Hauptrunde
| Datum           |                      | Ergebnis |                         |
| --------------- | -------------------- | -------- | ----------------------- |
| 29. Januar 1898 | FC Burnley           | 3:1      | Woolwich Arsenal        |
| 29. Januar 1898 | FC Bury              | 1:2      | FC Stoke                |
| 29. Januar 1898 | Derby County         | 1:0      | Aston Villa             |
| 29. Januar 1898 | FC Everton           | 1:0      | Blackburn Rovers        |
| 29. Januar 1898 | FC Liverpool         | 2:0      | Hucknall St. John’s     |
| 29. Januar 1898 | Long Eaton Rangers   | 0:1      | Gainsborough Trinity    |
| 29. Januar 1898 | Luton Town           | 0:1      | Bolton Wanderers        |
| 29. Januar 1898 | Manchester City      | 1:0      | Wigan County            |
| 29. Januar 1898 | Newton Heath         | 1:0      | FC Walsall              |
| 29. Januar 1898 | Nottingham Forest    | 4:0      | Grimsby Town            |
| 29. Januar 1898 | Notts County         | 0:1      | Wolverhampton Wanderers |
| 29. Januar 1898 | Preston North End    | 1:2      | Newcastle United        |
| 29. Januar 1898 | Sheffield United     | 1:1      | Burslem Port Vale       |
| 29. Januar 1898 | FC Southampton       | 2:1      | Leicester Fosse         |
| 29. Januar 1898 | AFC Sunderland       | 0:1      | The Wednesday           |
| 29. Januar 1898 | West Bromwich Albion | 2:0      | New Brighton Tower      |

#### Wiederholungsspiel
| Datum           |                   | Ergebnis |                  |
| --------------- | ----------------- | -------- | ---------------- |
| 2. Februar 1898 | Burslem Port Vale | 2:1      | Sheffield United |

### Zweite Hauptrunde
| Datum            |                         | Ergebnis |                      |
| ---------------- | ----------------------- | -------- | -------------------- |
| 12. Februar 1898 | Bolton Wanderers        | 1:0      | Manchester City      |
| 12. Februar 1898 | FC Burnley              | 3:0      | Burslem Port Vale    |
| 12. Februar 1898 | Newton Heath            | 0:0      | FC Liverpool         |
| 12. Februar 1898 | Nottingham Forest       | 4:0      | Gainsborough Trinity |
| 12. Februar 1898 | FC Southampton          | 1:0      | Newcastle United     |
| 12. Februar 1898 | FC Stoke                | 0:0      | FC Everton           |
| 12. Februar 1898 | West Bromwich Albion    | 1:0      | The Wednesday        |
| 12. Februar 1898 | Wolverhampton Wanderers | 0:1      | Derby County         |

#### Wiederholungsspiele
| Datum            |              | Ergebnis |              |
| ---------------- | ------------ | -------- | ------------ |
| 16. Februar 1898 | FC Liverpool | 2:1      | Newton Heath |
| 17. Februar 1898 | FC Everton   | 5:1      | FC Stoke     |

### Dritte Hauptrunde
| Datum            |                      | Ergebnis |                   |
| ---------------- | -------------------- | -------- | ----------------- |
| 26. Februar 1898 | Bolton Wanderers     | 0:0      | FC Southampton    |
| 26. Februar 1898 | FC Burnley           | 1:3      | FC Everton        |
| 26. Februar 1898 | Derby County         | 1:1      | FC Liverpool      |
| 26. Februar 1898 | West Bromwich Albion | 2:3      | Nottingham Forest |

#### Wiederholungsspiele
| Datum        |                | Ergebnis |                  |
| ------------ | -------------- | -------- | ---------------- |
| 2. März 1898 | FC Liverpool   | 1:5      | Derby County     |
| 2. März 1898 | FC Southampton | 4:0      | Bolton Wanderers |

### Halbfinale
Die beiden Spiele wurden am 19. März 1898 und das Wiederholungsspiel am 24. März 1898 ausgetragen.
|                   | Ergebnis |                | Ort           |
| ----------------- | -------- | -------------- | ------------- |
| Derby County      | 3:1      | FC Everton     | Wolverhampton |
| Nottingham Forest | 1:1      | FC Southampton | Sheffield     |

#### Wiederholungsspiel
|                   | Ergebnis |                | Ort            |
| ----------------- | -------- | -------------- | -------------- |
| Nottingham Forest | 2:0      | FC Southampton | Crystal Palace |

### Finale
| Nottingham Forest                                  | Nottingham Forest | Derby County | Derby County |
| -------------------------------------------------- | --- | --- | ------------ |
| Nottingham Forest                                  | \| Finale \| \| Samstag, 16. April 1898 in London (Crystal Palace) \| \| Ergebnis: 3:1 (2:1) \| \| Zuschauer: 62.017 \| \| Schiedsrichter: John Lewis \| \| Spielbericht \|             | \| Finale \| \| Samstag, 16. April 1898 in London (Crystal Palace) \| \| Ergebnis: 3:1 (2:1) \| \| Zuschauer: 62.017 \| \| Schiedsrichter: John Lewis \| \| Spielbericht \|         | Derby County |
| Nottingham Forest                                  | Dan Allsopp – Archie Ritchie, Adam Scott – Frank Forman, John McPherson, Willie Wragg – Tom McInnes, Charlie Richards, Len Benbow, Arthur Capes, Alf Spouncer Cheftrainer: Harry Hallam | Jack Fryer – Jimmy Methven, Joe Leiper – John Cox, Archie Goodall, Jimmy Turner – John Goodall, Steve Bloomer, John Boag, Jimmy Stevenson, Hugh McQueen Cheftrainer: Harry Newbould | Derby County |
| Nottingham Forest                                  | 1:0 Arthur Capes (19.) 2:1 Arthur Capes (42.) 3:1 John McPherson (86.) | 1:1 Steve Bloomer (31.) | Derby County |
| Finale                                             | | |              |
| Samstag, 16. April 1898 in London (Crystal Palace) | | |              |
| Ergebnis: 3:1 (2:1)                                | | |              |
| Zuschauer: 62.017                                  | | |              |
| Schiedsrichter: John Lewis                         | | |              |
| Spielbericht                                       | | |              |